# Aerosport
Aerosport és una fira d'aeronàutica esportiva i corporativa que se celebra anualment des de 1993 a l'Aeròdrom d'Igualada-Òdena General Vives, comarca de l'Anoia, organitzada per Fira d'Igualada i la Federació Aèria Catalana (FAC), conjuntament amb la Generalitat de Catalunya mitjançant la societat pública Aeroports de Catalunya. És l'única fira de tot l'Estat que està dedicada íntegrament a l'aviació general i esportiva.
La fira inclou exposicions i vols d'ultralleugers, autogirs, vol a motor, vol a vela, motovelers, acrobàcia, paramotors, helicòpters, construcció amateur, complements i accessoris aeronàutics, escoles de pilots, aeroclubs i un mercat d'ocasió. La fira disposa d'una carpa on es solen fer conferències tècniques sobre l'aeronàutica general i esportiva en què s'aborden temes com la cartografia i l'espai aeri, els motors d'avió, les assegurances i la història de les línies aèries.
Fira d'Igualada va rebre l'any 2007 el Premi Flyer en la categoria de 'Millor desenvolupament i divulgació del sector aeronàutic', atorgat al certamen Aerosport.

## Història
La primera edició d'Aerosport se celebrà el 1993. La tercera edició, el 1995, reuní uns 40 expositors, principalment
catalans i també de Madrid, França, Itàlia o Bèlgica, i va incloure demostracions d'ala delta, parapent, paramotors, ultralleugers, paracaigudisme, vol a vela, motovelers, helicòpters, extinció d'incendis i una exhibició d'acrobàcia aèria. Durant diversos anys la fira fou un dels dos components de la "Setmana de l'Aire d'Igualada", conjuntament amb l'European Balloon Festival, la concentració de globus aerostàtics més important del sud d'Europa creada en 1997 i que se celebra el mes de juliol.
L'any 2008 es realitzaren canvis per adaptar-se a les necessitats del sector, buscant un enfocament més comercial i menys lúdic per potenciar el concepte de fira professional. La fira es passà al mes d'abril o maig, incloent demostracions dels aparells exposats, conferències d'alt nivell i simulacions de vol, mentre que les activitats lúdiques com els batejos de vol i el festival aeri es passaren al mes de juliol.
L'any 2010 el 51% dels expositors inscrits procediren de Catalunya, un 41% de la resta de l'Estat Espanyol i un 8% de la resta d'Europa. L'edició de 2011 comptà amb un stand d'AENA i congregà 4.000 visitants, generà 900.000 euros de negoci i reuní 250 aparells.
El 2017 la fira arriba a la seva 25a edició, ampliant el nombre d'expositors i recuperant l'exhibició aèria dins del seu programa d'activitats. En aquesta mateixa edició el govern de la Generalitat de Catalunya ha anunciat una inversió de 250.000 € per a realitzar millores a l'aeròdrom d'Igualada-Òdena, seu de la fira.